# Lyall Dagg
Lyall Dagg (ur. 27 lipca 1929 w Tisdale; zm. 14 maja 1975 w Kelowna) – kanadyjski curler, mistrz świata z 1964.
Dagg jako kapitan drużyny z Vancouver Curling Club zwyciężył w rozgrywkach prowincjonalnych 1964. Jego zespół z bilansem 9 wygranych i  jednej porażki okazał się najlepszy w kraju i wygrał MacDonald Brier. W Mistrzostwach Świata w Calgary Kanadyjczycy nie mieli żadnych problemów z dostaniem się do finału. Wygrali wysoko wszystkie mecze Round Robin, jedynie mecz przeciwko Szkotom (Alex F. Torrance) z wynikiem 9:7 był bardziej wyrównany. To z nimi gospodarze zmierzyli się także w finale. W meczu doszło do dogrywki, w extra endzie zespół z Kolumbii Brytyjskiej miał dwa kamienie ustawione w four foot. Szkot spudłował w ostatnim zagraniu i tym sposobem drużyna Dagga wynikiem 12:10 zdobyła szósty z rzędu tytuł mistrzów świata dla Kanady.
Drugi raz Lyall Dagg uzyskał mistrzostwo Kolumbii Brytyjskiej w 1970. W mistrzostwach kraju wygrał 7 meczów a przegrał 3, dało to mu 3. miejsce w klasyfikacji ogólnej.
Zespół Dagga w 1976 został włączony do BC Sports Hall of Fame and Museum, a w 2000 do Canadian Curling Hall of Fame.

## Drużyna
|           | Czwarty    | Trzeci        | Drugi        | Otwierający   |
| --------- | ---------- | ------------- | ------------ | ------------- |
| 1969/1970 | Lyall Dagg | Barry Naimark | Leo Hebert   | Terry Paulson |
| 1963/1964 | Lyall Dagg | Leo Hebert    | Fred Britton | Barry Naimark |